# Bassin aquitain
 (juin 2020).
Si vous disposez d'ouvrages ou d'articles de référence ou si vous connaissez des sites web de qualité traitant du thème abordé ici, merci de compléter l'article en donnant les références utiles à sa vérifiabilité et en les liant à la section « Notes et références ».
Avec environ 66 000 kilomètres carrés le Bassin aquitain, ou bassin d'Aquitaine, est après le Bassin parisien le deuxième plus grand bassin sédimentaire de la France dont il occupe une grande part du sud-ouest, entre l'océan Atlantique à l'ouest, les Pyrénées au sud, le Massif central au nord-est et le Massif armoricain au nord. Le bassin est établi sur le socle cristallophyllien hercynien aplani pendant le Permien et qui commença à s'abaisser dès le Trias. Dans le bassin de Parentis et dans le bassin sous-pyrénéen le socle est enfoui sous 11 000 mètres de sédiments.

## Géographie
Le Bassin aquitain, a le nom de la région éponyme, mais aussi du plus ancien duché d'Aquitaine. Il possède la forme d'un entonnoir ouvert sur 330 kilomètres vers l'océan Atlantique. Il est délimité au sud sur 350 kilomètres par les Pyrénées allongés ouest-est à ONO-ESE. Avant Narbonne, il est chevauché par des nappes pyrénéennes. À l'est, il est bordé par le Massif central ; dans le sud-est, le bassin s'étend entre la montagne Noire (au nord) et le Mouthoumet (au sud) dans le seuil de Naurouze. Par le seuil du Poitou, le bassin est relié sur 100 kilomètres au Bassin parisien. Au nord-ouest, il rencontre le Massif armoricain dans la Vendée sur 110 kilomètres.

## Structure du bassin
Le bassin d'Aquitaine est un bassin du type avant-pays très asymétrique. Son endroit le plus profond avec 11 000 mètres est situé à proximité de la faille nord-pyrénéenne. 
L'isobathe de 2 000 mètres de profondeur suit à peu près la Garonne et divise le bassin en deux parties. La partie au nord, appelée Plateau d'Aquitaine, est une plate-forme peu profonde avec des sédiments réduits et légèrement plissés et faillés. Par contre la partie méridionale est beaucoup plus profonde et plissée. Elle montre une subsidence très forte dès le Trias inférieur. La déformation croît vers le sud en direction de la faille nord-pyrénéenne, en plus il s'y ajoute le diapirisme halocinétique.
Dans cette organisation spatiale (un peu simplifiée), le bassin de Parentis dans le golfe de Gascogne fait exception. Lui aussi atteint la profondeur de 11 000 mètres. Mais sa structure orientée est-ouest est symétrique ; sa partie occidentale s'érige sur une lithosphère océanique âgée de 100 à 95 millions d'années (Cénomanien), mais sa partie orientale se termine près d'Arcachon sur croûte continentale.

## Évolution sédimentaire
Les données sédimentologiques sont fondées sur plus de 70 forages d'exploration qui ont rencontré le socle parfois à plus de 6 000 mètres de profondeur. 
L'évolution sédimentaire dans le Bassin aquitain commence à partir du Trias inférieur tout près du front nord-pyrénéen. D'ici elle progresse lentement vers le nord et le nord-est.

### Trias
La sédimentation débute au Trias inférieur avec des grès bigarrés et des argiles, suivie au Trias moyen (calcaire coquillier) par des calcaires dolomitiques, des évaporites et des argiles pour finir au Trias supérieur (Keuper) avec des évaporites (gypse et sel), le tout couronné au sud par des laves ophitiques. Plus tard pendant l'orogenèse pyrénéenne les couches évaporitiques furent activées comme diapirs et les argiles formèrent des niveaux de décollement amenant les sédiments jusqu'à la ligne Arcachon-Toulouse.
Les sédiments triasiques sont caractérisés par le type germanique. Sur le Plateau d'Aquitaine ils sont d'origine continentale, seulement le Keuper est conservé. Au sud ils deviennent marins et montrent leur plein développement. La transgression du Trias probablement envahissait le Bassin aquitain à partir de la Téthys en franchissant le domaine pyrénéen (pas encore individualisé) du sud ou du sud-est. Le caractère des sédiments indique un environnement confiné et peu profond avec des émersions — ce qui explique les évaporites. L'épaisseur maximale des sédiments triasiques est environ 1 000 mètres. Ils sont répandus au nord jusqu'à la ligne Royan-Brive.

### Jurassique
Le Jurassique peut être divisé[réf. nécessaire] en sept séquences de deuxième ordre, trois au Lias, deux au Dogger et deux au Malm:
- séquence de l'Hettangien-Sinémurien ;
- séquence du Lotharingien-Carixien-Domérien ;
- séquence du Toarcien-Aalénien ;
- séquence du Bajocien-Bathonien inférieur ;
- séquence du Bathonien moyen-Callovien ;
- séquence de l'Oxfordien-Séquanien ;
- séquence du Kimméridgien-Portlandien.

Ces séquences sont séparées par des discontinuités. Elles ne sont toutes représentées que dans le Quercy. Plus au sud (bassin sous-pyrénéen), beaucoup de lacunes affectent la continuité des séries stratigraphiques.

#### Lias
La séquence basale de l'Hettangien-Sinémurien est transgressive. C'est la première fois que dans le Bassin aquitain, apparaissent des sédiments pleinement marins, mais assez pauvres en fossiles. À partir du Sinémurien, qui est constitué des calcaires dolomitiques et parfois oolithiques, la transgression du Lias s'étend au fur au mesure sur l'intégralité de l'Aquitaine. À la fin du Lias et au début du Dogger, elle chevauche par 30 kilomètres la limite actuelle du socle hercynien (Massif Central et Vendée occidentale) malgré plusieurs régressions de petite ampleur au Pliensbachien. Au nord, se construit une plate-forme continentale interne jusqu'à la ligne La Rochelle-Angoulême-Périgueux-Figeac. Ici les sédiments transgressifs de l'Hettangien basal sont en général détritiques : conglomérats de base, arkoses, grès et argilites riches en plantes fossiles. Ces sédiments sont suivis pendant le reste de l'Hettangien par des dépôts confinés et marins de faciès lagunaire devenant lacustres : argiles vertes, marnes bariolées, calcaires dolomitiques et calcaires en plaquettes avec faunes naines et niveaux évaporitiques. C'est aussi à cette époque que s'établit une première communication entre le Bassin aquitain et le Bassin parisien via le seuil du Poitou. Les sédiments du Sinémurien sont franchement marins et possèdent une faune pélagique (calcaires rubanés et calcaires lithographiques durs). À la fin du Sinémurien apparaît une régression soudaine soulignée par des fonds indurés.
La deuxième séquence du Lias possède aussi un caractère marin-transgressif. Elle commence au Lotharingien/Carixien inférieur (fin du Sinémurien/début du Pliensbachien) et est bien datée par une faune très riche en ammonites (Arietites, Oxynoticeras, Deroceras et Uptonia jamesoni). Ses sédiments sont des calcaires riches en grains de quartz avec galets recyclés de Sinémurien. Le Carixien supérieur est constitué de calcaires argileux avec fossiles nombreux (Aegoceras capricornu), séparés par des lits de marnes grisâtres. Ensuite suivent les marnes à ammonites (Amaltheus margaritatus) et à ostracées (Gryphaea cymbium) indiquant une plate-forme ouverte vers l'Atlantique. Pendant le Domérien inférieur existe pour la première fois par l'intermédiaire du seuil du Poitou une connexion avec le Bassin parisien et, par les détroits de Rodez et de Carcassonne avec la mer jurassique du sud-est de la France. Le Domérien supérieur (fin du Pliensbachien) voit encore une régression avec un calcaire gréseux du littoral très fossilifère (Pleuroceras spinatum, Pecten aequivalvis) qui devient oolithique et ferrugineux sur les bordures.
La troisième et dernière séquence du Lias se développe au Toarcien ; presque sans dépôts détritiques grossiers, elle retourne rapidement à des dépôts à dominante argileuse :
- Schistes-carton du Toarcien inférieur[2] ;
- marnes et calcaires à ammonites dont Harpoceras falciferum et Hildoceras bifrons du Toarcien inférieur et moyen ;
- marnes noires à ammonites dont des Pseudogrammoceras du Toarcien supérieur.

Avec des calcaires gréseux vers la fin du Toarcien et le début de l'Aalénien, les sédiments montrent un caractère régressif. Ces calcaires comprennent des bancs d'ostracées, des lits d'oolithes ferrugineuses et des intercalations de gypse; ils peuvent finir par une discontinuité avec érosion. Les fossiles Pleydellia aalensis et Leioceras opalinum confirment l'âge Toarcien terminal et Aalénien inférieur.
Dans le domaine sud du Bassin aquitain, le dépôt des évaporites (avec lits d'anhydrite) commencé au Trias, continue pendant tout le Lias ; leur épaisseur peut atteindre 500 mètres au Lias.

#### Dogger
L'épaisseur maximale du Dogger de 300 mètres se développe le long une zone allant d'Angoulême à Tarbes. Ici s'installe une barrière récifale qui divise le Bassin aquitain en deux domaines. Les récifs principaux se trouvent à l'est d'Angoulême, au nord-ouest de Périgueux et à l'est de Pau. Ils sont associés aux calcaires oolithiques signalant un environnement de haute énergie. Sur une plate-forme peu profonde à l'est de cette barrière se sédimentent des calcaires néritiques, des dolomies plus au sud et dans le Quercy même des calcaires ligniteux. Le domaine à l'ouest de la barrière est ouvert vers l'Atlantique et montre une sédimentation pélagique avec des calcaires marneux à ammonites très riches en micro-filaments.
La première séquence du Dogger commence à l'est de la barrière avec la transgression bajocienne qui dépose des dolomies d'un milieu confiné. Parfois ces sédiments contiennent de l'Aalénien recyclé. Le Bathonien comprend des calcaires au nord-est et des dolomies au sud-est. Vers la fin du cycle au Bathonien inférieur des conditions régressives apparaissent avec des lignites et des brèches et même des fossiles lacustres au Quercy. Dans le domaine oriental il n'y aura plus d'ammonites jusqu'au Kimmeridgien aggravant la corrélation. Le domaine pyrénéen au sud connaît une lacune.
La deuxième séquence du Dogger débute au Bathonien moyen avec des calcaires lacustres et des faciès bréchiques graveleux. Au nord-est suivent ensuite des calcaires néritiques peu profonds, au sud les dolomies continuent. À la fin du cycle au Callovien naissent des faciès localement littoraux à saumâtres avec des surfaces rubéfiées.

#### Malm
L'importante barrière récifale délimitant les faciès néritiques et pélagiques persiste au Malm. Dans le domaine occidental plus profond s'accumulent des marnes à ammonites et des calcaires, par contre dans le domaine oriental des dolomies calcaires. Le recul de la mer jurassique se fait sentir à partir du Tithonien avec l'apparition des dolomies et des brèches dans le bassin de l'Adour, des évaporites dans la Charente, des sédiments extrêmement littoraux dans le Quercy, des calcaires lacustres dans le bassin de Parentis et des anhydrites dans le Gers. Les seuils et les détroits se referment et dans le Périgord persiste un dernier récif près de La Tour-Blanche. Finalement la mer se retire au sud derrière la Garonne.
À l'Oxfordien inférieur, la première séquence du Malm paraît suivre le Callovien sans interruption. Mais des fausses cargneules et quelques brèches pourraient correspondre à une discontinuité ou aux remaniements (établis pour les Grands Causses). Pendant l'Oxforien moyen et supérieur des calcaires de mer ouverte vers l'Atlantique se déposent incluant des formations récifales très fréquentes. Le Kimméridgien inférieur montre des conditions plus littorales avec ostracés, oursins et "ripple-marks".
La deuxième séquence du Malm commence au Kimméridgien supérieur avec quelques régressions localisées qui délaissent des rares calcaires lacustres. Mais le type de sédimentation semble subir un profond changement avec l'apparition des faciès bréchiques, des remaniements synsédimentaires, des successions rythmiques de calcaires et d'argiles et des passées ligniteuses. Le Kimméridgien est daté par les ammonites Aulacostephanus et Aspidoceras orthocera. Cette sédimentation très troublée qui montre à la fois un faciès mer ouverte et un faciès confiné avec des vasières à tendance réductrice paraît correspondre au début de l'individualisation des Pyrénées. Cet étage était aussi appelé Virgulien après l'ostracé Exogyra virgula. Pendant le Tithonien le confinement devient plus poussé encore pour finir avec l'émersion de la plus grande partie du bassin d'Aquitaine avant le Crétacé (les sillons du front septentrional des Pyrénées faisant exception). Ainsi on voit se sédimenter des calcaires à oolithes ferrugineuses avec des lits marneux à Gravesia portlandicum, des dolomies et des faciès saumâtres.

### Crétacé
Comparé avec le Jurassique les séquences du Crétacé sont beaucoup moins précises.

#### Crétacé inférieur
La sédimentation pendant le Crétacé inférieur reste restreinte aux confins septentrionaux des Pyrénées. Probablement l'échange des eaux était toujours beaucoup plus important avec la mer de Téthys qu'avec l'Atlantique.
Après un hiatus la sédimentation reprend au Crétacé inférieur. Cependant elle n'affecte que le bassin de Parentis et le bassin de l'Adour. Ces deux bassins possèdent une subsidence énorme pendant le Crétacé inférieur : 2 000 mètres pour le bassin de Parentis et même 4 000 mètres pour le bassin de l'Adour !
Le reste du Bassin aquitain subit une érosion très forte pendant le Crétacé inférieur.
Les premiers dépôts dans les deux bassins sont des sédiments littoraux du faciès wealdien, surtout des grès et des argiles.
Pendant le Barrémien s'installent des calcaires du milieu marin peu profond qui deviennent détritiques dans la partie septentrionale du bassin de Parentis et même lagunaires à Lacq (anhydrites).
À l'Aptien supérieur s'établit dans les deux bassins le faciès partiellement récifal de l'Urgonien avec des calcaires fossilifères à algues, polypiers et rudistes. Le faciès Urgonien entoure complètement le Bassin de Parentis et se poursuit jusqu'à l'Albien.
Dès l'Albien apparaissent des fortes déformations halocinétiques dans le sud du Bassin aquitain qui influent sur la distribution des sédiments. Il se forme des brèches, des conglomérats puissants et des turbidites; dans le bassin de Parentis règne le régime érosif avec une discontinuité bien développée. Au nord du Bassin aquitain la couverture sédimentaire est légèrement plissée suivant la direction hercynienne (NO-SE), avec plis très ouverts. Tous ces événements sont reliés aux premiers mouvements tectoniques dans les Pyrénées occidentales. Vers la fin de l'Albien le niveau de la mer monte, ils se dépose des argiles qui noient les reliefs récifaux de l'Urgonien.

#### Crétacé supérieur
La transgression déjà amorcée à la fin de l'Albien se répand assez vite vers le nord pendant le Cénomanien. L'aire de sédimentation au nord est presque identique avec celle du Jurassique, par contre à l'est la mer cénomanienne avance seulement à la ligne Brive-Cahors-Agen-Muret-Carcassonne. La faille nord-pyrénéenne délimite à ce moment faciès plate-forme au nord et sillons profonds au sud. Ces sillons sont remplis par des flyschs (et même par des "wildflyschs" bréchiques) d'origine pyrénéenne. Près de Saint-Gaudens les flyschs sont accompagnés par des roches volcaniques — trachytes allant jusqu'au laves ultrabasiques. Les flyschs — successions rythmiques des grès et des argiles, avec quelques intercalations calcaires — continuent pendant le Turonien et le Coniacien avec une sédimentation assez troublée. Ils perdurent jusqu'à la fin du Crétacé quand les tendances régressives se multiplient. Le recul de la mer s'effectue normalement avant la limite Crétacé/Tertiaire, mais dans le Bassin sous-pyrénéen aux Petites Pyrénées la mer ne se retire qu'avant le début du Paléocène (Danien).
Dans le reste septentrional du Bassin aquitain se sédimentent pendant le Crétacé supérieur des calcaires pélagiques avec les localités types pour le Coniacien, le Santonien et le Campanien en Charente. 
À cause de sa position saumâtre la ceinture au nord connaît des faciès différenciés. Ainsi le Cénomanien peut être divisé ici en trois cycles sédimentaires:
- un cycle supérieur légèrement régressif; avec des calcaires gréseux à rudistes et des marnes à huitres au nord-ouest et des sédiments peu profonds au nord-est (marnes à gypse et sables),
- un cycle moyen avançant vers le Quercy; avec des marnes plus profondes (exception font plusieurs paléoreliefs au Périgord avec sédiments littoraux et lignites),
- un cycle inférieur de faciès peu profond; avec récifs à rudistes au nord-ouest et influence continentale (lignites) au nord-est.

Pendant le Turonien la mer avance dans le Lot. Ces sédiments marins transgressifs peuvent être divisés en deux parties:
- en haut l'Angoumien. L'Angoumien est très massif et forme des côtes. Il est composé des calcaires bréchiques à rudistes à sa base suivis par des sables ocre riches en calcaire.
- à la base le Ligérien. Le Ligérien consiste surtout des marnes crayeuses.

Vers la fin du Turonien le Massif central subit un léger bombement, ce qui se traduit par des épandages de sables assez extensifs.
Le Coniacien et le Santonien se présentent dans le nord du Bassin aquitain généralement comme des calcaires, qui deviennent gréseux à l'est de Périgueux.
Le Campanien suit avec une discontinuité marquée. Au sud le sillon de flysch commence à s'élargir vers le nord. Dans la région de Pau avant la déposition des flyschs tout le Crétacé inférieur et tout le Jurassique étaient enlevés par l'érosion, par endroits même le socle était atteint. Au nord de Pau le Campanien comprend l'Aturien, un faciès marneux. Plus au nord les sédiments s'uniformisent en calcaires micritiques à silex pleinement marins.
Pendant le Maastrichtien débute la régression de la mer du Crétacé. Après la déposition initiale des calcaires bioclastiques à rudistes et la construction de quelques récifs épars à rudistes et polypiers le niveau de la mer baisse de manière drastique jusqu'à l'émersion. Successivement la mer recule derrière la ligne Arcachon-Toulouse. Au même temps un plissement léger suivant la direction hercynienne reprend le long la frange nord du Bassin aquitain.

### Cénozoïque

#### Paléogène
Pendant le Paléocène le rivage suit à peu près la ligne Arcachon-Toulouse. Au nord dans la zone nord-aquitaine, la sédimentation est continentale avec des argiles rouges, des sables et des calcaires lacustres. La mer fait une avancée de courte durée dans cette zone et délaisse des calcaires à échinides. Au sud dans la zone centre-aquitaine se construit une plate-forme peu profonde jusqu'à la ligne Audignon-Carcassonne. Dans la zone sud-aquitaine tout à fait au sud règnent des conditions pélagiques. Dans sa partie profonde à l'ouest – le golfe Aturien – se sédimentent des calcaires pélagiques à globigérines, operculines et alvéolines. La partie orientale s'aplatit plus en plus – ainsi près les Petites Pyrénées se déposent déjà des calcaires peu profonds à madréporaires, échinides et operculines. Dans l'Ariège et dans les Corbières plus à l'est encore les sédiments deviennent complètement continentaux et lacustres.
La mer entreprend une nouvelle transgression à l'Éocène inférieur (Yprésien) et avance au Médoc et jusqu'au sud d'Oléron, au sud-est elle touche presque la Montagne Noire. Des marnes à globorotalia apparaissent dans le golfe Aturien, plus à l'est des marnes et calcaires à turitelles. Dans les aires nouvellement gagnées se déposent des sables et des calcaires riches en alvéolines et nummulites. Le nord-est par contre reste sous l'influence continentale avec des sables riches en fer dans la Charente et des molasses au Libournais (molasses du Fronsadais) et en Agenais. La provenance de cette sédimentation continentale est liée au Massif central jusqu'à l'Yprésien moyen.
La montée de la mer continue pendant l'Éocène moyen (Lutétien et Bartonien). Les calcaires à alvéolines et nummulites se répandent au nord jusqu'à Blaye et à Saint-Palais et à l'est ils affectent l'Agenais. Le sillon nord-pyrénéen s'approfondit et se remplit à l'est par les Poudingues de Palassou. Cet évènement marque le début de l'émersion des Pyrénées et au même temps un déplacement de la provenance des sédiments détritiques vers le sud. Des cônes de déjection s'installent, coalescent et avancent vers le nord dans le Castrais. Autour d'eux naissent des lacs qui sédimentent des calcaires lacustres. Les sédiments avec provenance du Massif central très aplani, surtout des argiles, des sables et des graviers, se restreignent maintenant à une zone étroite au nord-est. Le Périgord et le Quercy connaissent à cette époque le Sidérolithique – sédiments riches en fer sortis des latérites. Le climat était donc subtropical.
La mer se retire pendant l'Éocène supérieur (Priabonien. Le sillon nord-pyrénéen est complètement rempli avec les produits de la chaîne naissante des Pyrénées. Au Médoc subsistent encore des calcaires et des marnes à nummulites, mais à l'est de Bordeaux la sédimentation devient déjà continentale avec des molasses qui changent plus au sud aux formations gypsifères. 
L'Oligocène inférieur (Rupélien) voit un milieu marin permanent au sud avec des marnes et sables à nummulites, lamellibranches et échinides. Par contre les calcaires à anomies dans le Médoc sont lagunaires. Après une poussée de courte durée au début du Chattien, qui dépose des calcaires à astéries au Médoc septentrional et au Libournais et des molasses à mammifères dans l'Agenais, la mer fait un recul assez important à la fin de l'Oligocène. Ce recul est accompagné par des mouvements tectoniques qui créent des rides anticlinales au nord et au centre. Les cônes de déjection sortant des Pyrénées avancent maintenant jusqu'à l'Albigeois et atteignent leur expansion maximale. Ils repoussent la ceinture des lacs devant eux au nord; leurs sédiments se retrouvent ensuite au Quercy, aux Causses et même aux confins du Massif central.

#### Néogène
À partir de son aire de recul dans les Landes la mer transgresse à nouveau pendant le Miocène inférieur (Aquitanien) vers le nord et vers l'est. Il s'établit une alternance des faciès marins, lagunaires et lacustres. Pendant un léger recul s'installe près de Condom un immense lac, le lac des Saucats, ou se dépose le calcaire gris de l'Agenais. Ensuite la mer atteint son maximum d'extension. Elle est limitée par une série continentale dont la puissance augmente vers le sud-est. Les cônes de déjection aux Pyrénées montrent pour la première fois une tendance régressive à cause d'une subsidence très forte auprès de l'orogène, mais ils atteignent toujours l'Agenais.
Les cônes de déjection continuent à reculer pendant le Miocène moyen (Langhien et Serravallien). La ceinture des lacs peut ainsi avancer vers le sud dans l'Armagnac.
Le Miocène supérieur (Tortonien et Messinien) est caractérisé par un recul drastique de la mer vers l'ouest. D'abord la mer se retire du Bordelais et du Bazadais pour finir avec un retrait presque total du Bassin aquitain. Les aires délaissées par la mer dans l'Armagnac se remplissent avec des sables et des argiles très pauvres en fossiles. Aux régions émergées au nord et à l'est s'établit déjà le réseau hydrologique actuel drainant le Massif central.
Au Pliocène (Zancléen) la mer occupe seulement une bande étroite près du bassin d'Arcachon au sud de Soustons. Elle dépose des marnes sableuses contenant une très riche microfaune benthique. Ailleurs règne la sédimentation continentale avec des sables fauves. Les cônes de déjection reculent maintenant tout près du front pyrénéen, mais ils bâtissent ici toujours des édifices importants (par exemple les cônes de déjection de Ger, d'Orignac-Cieutat et de Lannemezan). Le réseau hydrologique de la Garonne avec ses confluents achève déjà son organisation actuelle; la Garonne évite les molasses miocènes en les contournant et suit après entre Toulouse, Agen et Bordeaux un graben légèrement subsidant.
La continentalisation progressive du Bassin aquitain à partir de sa bordure nord-est était accompagnée d'une érosion subaérienne très forte qui dégageait plusieurs surfaces d'aplanissement des épandages détritiques :
- une surface d'aplanissement datant de l'Éocène ;
- une surface d'aplanissement aquitanien. Elle est souvent silicifiée – bien visible dans l'Agenais, en Périgord et en Quercy ;
- une surface d'aplanissement datant du Pliocène (Zancléen), marquée par des argiles graveleuses en Bordelais et dans les Landes.

Sur la surface du Pliocène s'installa le réseau hydrologique actuel.

#### Quaternaire

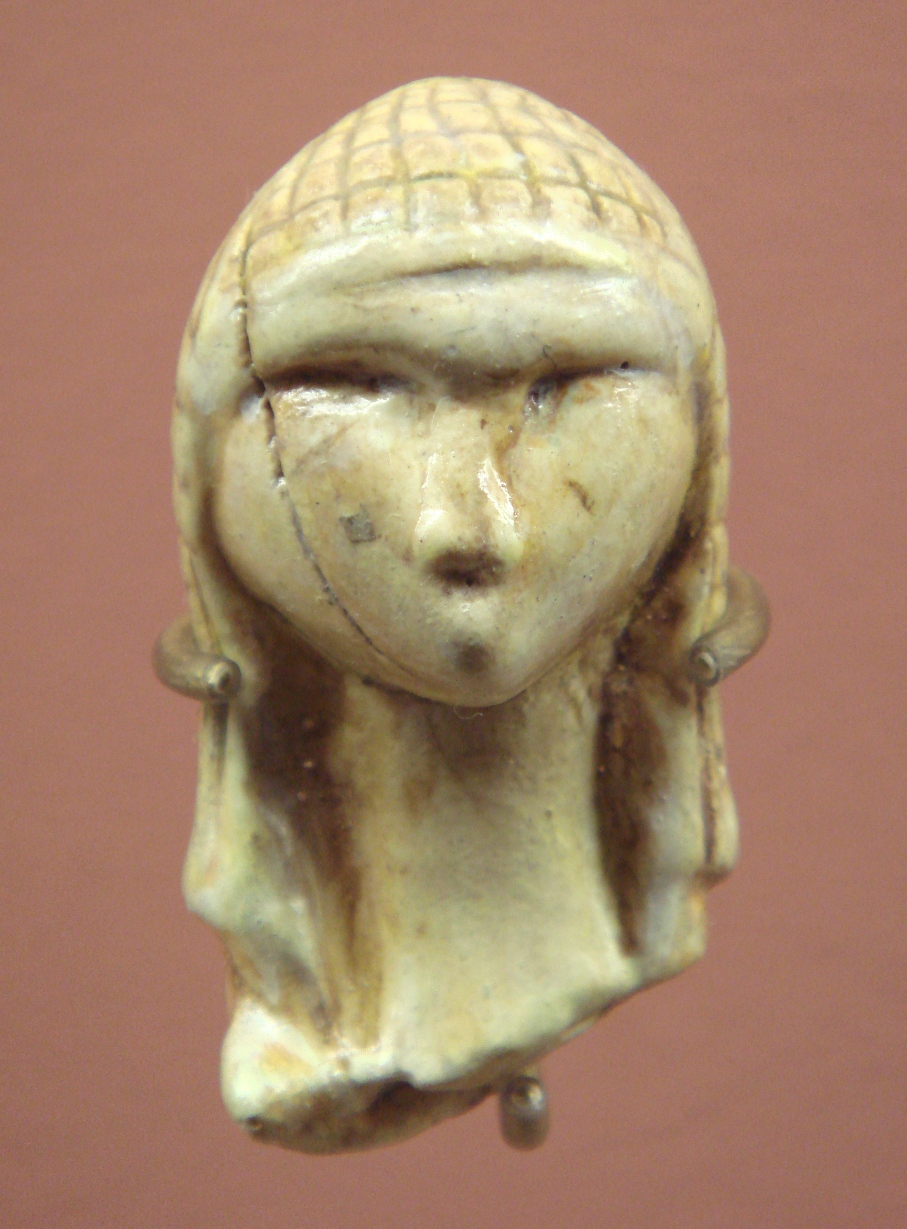
La Vénus de Brassempouy, Paléolithique supérieur. Première représentation d'un visage humain.

Les trois dernières glaciations Mindel, Riss et Würm laissèrent leurs traces aussi dans le Bassin aquitain en créant différents niveaux de terrasses fluviatiles et autres phénomènes comme :
- remplissages des grottes, cavernes et abris sous roche ; ceux-ci sont très importants pour la datation des sites archéologiques ;
- dépôts d'origine éolienne ; ces dépôts couvrent plus qu'un tiers de la surface d'Aquitaine, surtout au Médoc et dans les Landes ; ils furent déposés pendant les deux derniers stades de la glaciation Würm ; le cordon dunaire le long le littoral actuel date de l'Holocène ;
- colluvions des plateaux et des versants ;
- dépôts de pentes d'origine cryoclastique ; ils sont développés surtout dans le Périgord et en Charente où ils renferment parfois des outillages préhistoriques.

L'évolution de l'estuaire de la Gironde débuta à la fin de la dernière glaciation Würm il y a 20 000 ans.
Pour conclure, on doit mentionner les sites préhistoriques mondialement reconnus, surtout en Dordogne.

## Organisation structurale et tectonique
Structurellement le Bassin aquitain peut être divisé en deux domaines par un accident tectonique majeur, la flexure nord-aquitaine qui suit la direction NO-SE d'Arcachon à Carcassonne. Elle prolonge la pente continentale nord-aquitaine sur le continent et divise le Bassin aquitain en province septentrionale et en province méridionale.

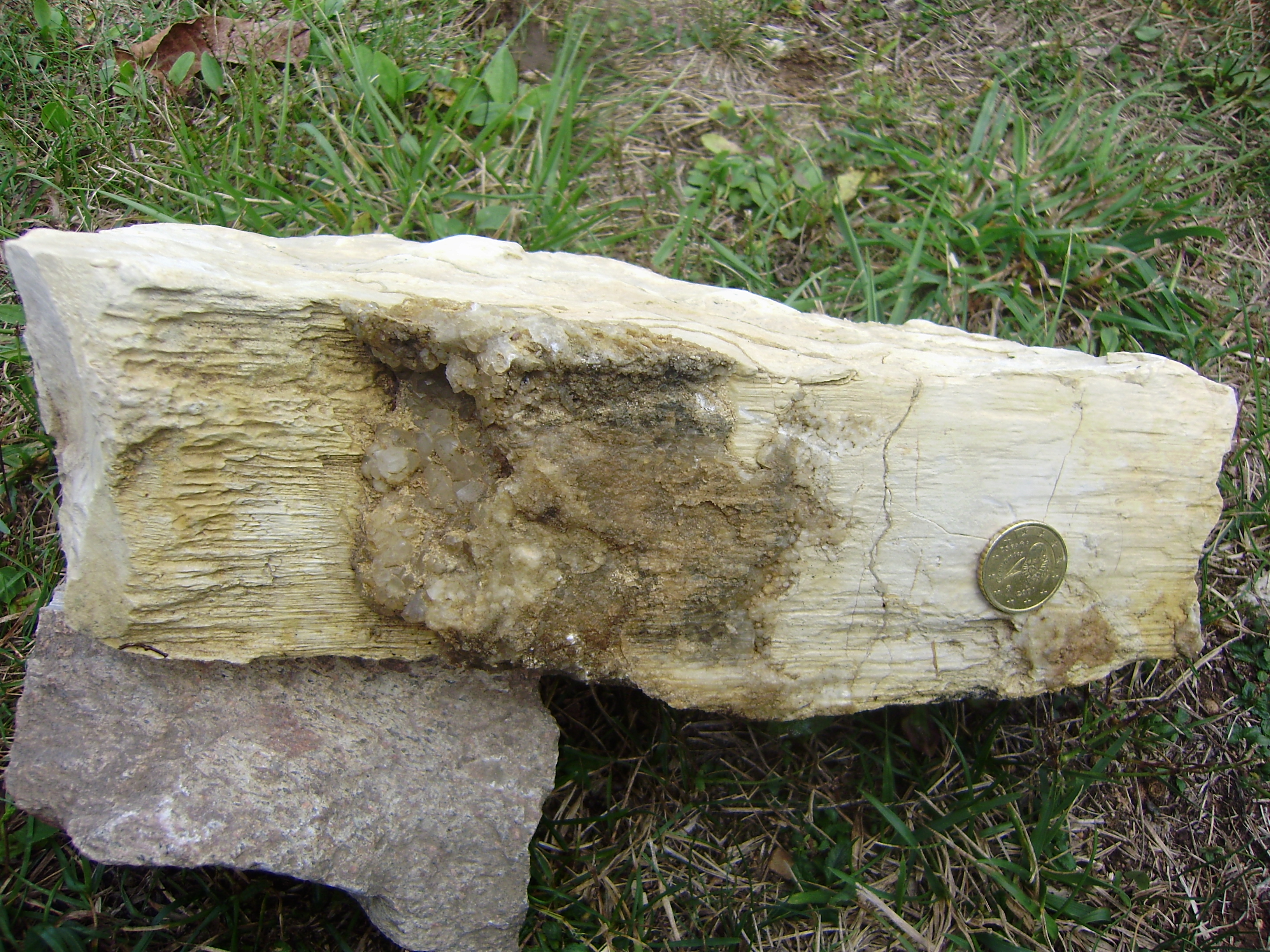
Micrite du Portlandien inférieur de l'anticlinal de La Tour-Blanche. Décrochement suivant la direction ONO-ESE avec un "pull-apart" rempli par de la calcite. L'anticlinal était donc affecté par la transtension.

La province septentrionale, appelé aussi Plateau aquitain, représente une plate-forme continentale typique. Elle se caractérise par une sédimentation très réduite et plusieurs phases d'émersion (pendant tout le Crétacé inférieur et plusieurs fois au Crétacé supérieur et au Cénozoïque). Le socle hercynien est rarement plus profond que 2 000 mètres. Trias et Jurassique atteignent ensemble l'épaisseur de 1 000 à 1 700 mètres. Le Crétacé inférieur manque, le Crétacé supérieur n'a que plusieurs centaines de mètres. Le Paléogène - si présent - est très mince au nord mais gagne en épaisseur au sud ou il est superposé par le Néogène peu épais.
À l'est du Bassin aquitain on peut distinguer plusieurs ondulations à grande longueur d'onde qui suivent la direction pyrénéenne (ONO-ESE):
- la dépression quercynoise ;
- le haut-fond du Tarn-et-Garonne ;
- le sillon castrais ;
- le haut-fond tolosan.

La province septentrionale se caractérise par des structures peu compliquées (sillons et hauts-fonds, plis de grande longueur d'onde, plis-failles et plis) qui suivent généralement les directions hercyniennes et armoricaines. Ces structures étaient formées pendant plusieurs phases tectoniques :
- phase jurassique. Les structures sont synsédimentaires et suivent les directions hercyniennes. Elles influent pendant le Crétacé la distribution des faciès sédimentaires, mais aussi l'évolution des transgressions ;
- phase fini-campanienne-maastrichtienne. Cette phase amplifie les structures de la phase jurassique. Naissance des rides anticlinales, qui suivent à peu près la bordure nord-est du bassin; ils s'allongent plus que 200 kilomètres. On peut distinguer les structures suivantes :
  - l'anticlinal de Mareuil-Meyssac. Cette structure est un anticlinal asymétrique à Mareuil, mais devient une faille normale avec un rejet important entre Terrasson et Meyssac,
  - l'anticlinal de Périgueux. Cette structure peut être tracée entre Cognac, La Tour-Blanche, Périgueux et Saint-Cyprien. Elle est un anticlinal net à La Tour-Blanche et un anticlinal faillé à Saint Cyprien,
  - l'anticlinal d'Oléron-Jonzac-Ribérac-Sauveterre-la-Lémance. Cette structure est un anticlinal net à Jonzac et à Sauveterre. Ces rides anticlinales sont interrompues par les synclinaux de Sarlat et de Saintes allongés NO-SE ;
- phase éocène-oligocène. Ils se forme encore des anticlinaux, mais plus profonds et pas reconnaissables à la surface :
  - les dômes de direction NE-SO de Listrac, Blaye, Couquèques,
  - les bombements de direction NO-SE de Sainte-Hélène-Carcans,
  - le synclinal de Bordeaux,
  - le ride anticlinale de direction ouest-est de La Teste-Villagrains-Landiras-Miramont-de-Guyenne.

La province méridionale est caractérisée par les fosses de subsidence très profondes de Parentis et de l'Adour, séparées par le haut-fond de Mimizan. Comparées avec la province septentrionale les épaisseurs augmentent considérablement (5 000 – 11 500 mètres). Trias et Jurassique atteignent ensemble 2000 – 3 000 mètres; le Crétacé inférieur varie entre 500 et 1 500 mètres, le Crétacé supérieur entre 500 et 3 000 mètres et le Paléogène entre 1 000 et 3 000 mètres; même le Néogène peut toujours atteindre 1 000 mètres.
Les mouvements tectoniques ont été beaucoup plus compliqués dans la province méridionale, en plus s'est produite une superposition halocinétique (diapirs de sel du Trias et du Lias). Malheureusement une grande partie des structures est cachée par le détritus plio-quaternaire. Mais grâce aux forages d'exploration ces structures sont aujourd'hui connues (grosso modo). Comme dans la province septentrionale on retrouve ici les rides anticlinales, mais elles sont plus serrées; en s'approchant aux Pyrénées leur longueur d'onde se raccourcit de plus en plus et les effets halocinétiques augmentent. Les rides ont été formées pendant le soulèvement de l'orogène pyrénéen (Éocène/Oligocène), qui mettait son avant-pays sous compression. Leur organisation structurale s'est terminée au Miocène. 
Dans la province méridionale on peut distinguer les rides anticlinales suivantes :
- ride de Parentis-en-Born-Bouglon-Agen ;
- ride de Mimizan- Roquefort-Créon-Cézan-Lavardens ;
- ride de Boos-Audignon-Nogaro ;
- ride de Saubrigues-Biarrotte-Bastennes-Garlin ;
- ride de Peyrehorade-Sainte-Suzanne-Lacq-Pau-Meillon.

Pendant le Plio-Quaternaire des mouvements isostatiques de réajustement à la bordure nord-est du Bassin aquitain ont entraîné dans le Massif central un léger bombement du socle aplani. À l'intérieur du bassin les mouvements ont suivi la structuration hercynienne et ont causé la rotation de quelques surfaces d'aplanissement pliocènes. Ces basculements ont eu une grande influence sur le réseau hydrographique, ainsi dans les versants de l'Adour et de la Garonne des phénomènes de défluviation et déplacement des cours d'eau sont apparus.

### Zones tectono-métamorphiques du socle
Le socle hercynien enfoui par la couverture sédimentaire du Bassin aquitain peut être subdivisé par les sondages géophysiques en plusieurs zones tectono-métamorphiques suivant généralement la direction NO-SE (du nord vers le sud):
- la zone ligéro-arverne. Elle est délimitée au sud par la ligne Niort-Angoulême-Montauban-Fumel et est parallèle au nord au cisaillement sud-armoricain. C'est le cœur polymétamorphique de l'orogène varisque.
- la zone sud-armoricaine. Elle est délimitée au sud par la ligne La Rochelle-Saintes-Chalais et se termine près de Bergerac. La zone est constituée par des nappes cristallines charriées vers le sud; les nappes datent du Dévonien et du Carbonifère ;
- la zone nord-aquitaine. Sa limite au sud suit la ligne Arcachon-Agen-Toulouse et est identique avec le front sud-varisque ou bien la flexure nord-aquitaine. Elle est constituée des nappes de la zone externe du bâti varisque charriées vers le sud au Pennsylvanien ;
- le Bloc aquitain, appelé aussi le microcontinent Aquitania. Cette zone est délimitée au sud par le front nord-pyrénéen et est identique avec la province méridionale. Ce microcontinent appartient déjà à la frange septentrionale du Gondwana.

### Profondeurs du Moho
Dans le Bassin aquitain la profondeur maximale du Moho de 36 kilomètres suit à peu près la Garonne. En allant vers le Massif central elle s'aplatit lentement jusqu'à 30 kilomètres. De même en s'approchant des Pyrénées, là aussi le Moho se trouve à 30 kilomètres de profondeur. Dans la partie océanique du bassin de Parentis le Moho se situe seulement à 20 kilomètres de profondeur, indiquant un fort étirement de la croûte continentale. Par contre sous les Pyrénées centrales la limite du Moho est très basse – à 50 kilomètres ! Preuve de l'épaississement crustal par l'orogenèse pyrénéenne.

## Contexte géodynamique

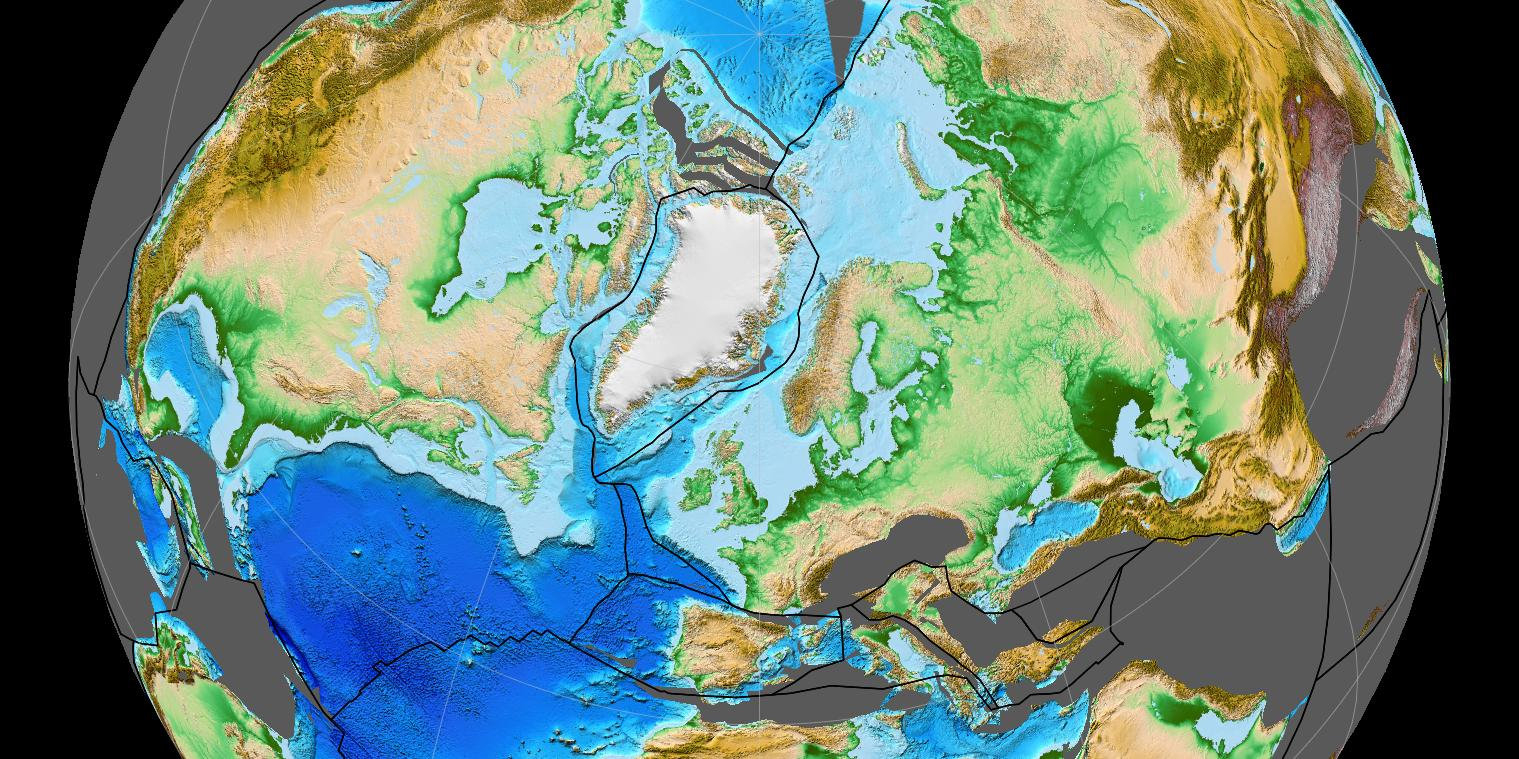
La formation de l'Atlantique Nord et du rift du golfe de Gascogne qui fait diverger l'Ibérie de l'Armorique, le Bassin aquitain étant désormais alimenté par l'océan Atlantique.

Pour mieux comprendre le déroulement des événements géologiques dans le Bassin aquitain il est important de considérer le contexte géodynamique. Les principaux événement sont :
- la rupture de la Pangée au Trias, l'ouverture de l'Atlantique Nord et ensuite l'ouverture du golfe de Gascogne ;
- l'ouverture de l'océan alpin au jurassique, qui alimente le Bassin aquitain via deux détroits ;
- les mouvements de la plaque ibérique et la collision pyrénéenne.

Autour de 230 millions d'années au Trias supérieur (Carnien) le supercontinent de la Pangée commence à se désintégrer. Côté Atlantique le rifting débute dans la région de l'Atlantique central. Déjà pendant le Jurassique inférieur les grabens continentaux s'océanisent et l'Atlantique central démarre son ouverture au Toarcien, il y a 180 millions d'années. L'Amérique du Nord, l'Amérique du Sud et l'Afrique se séparent (stade du "drifting"). Au Callovien l'Atlantique central est pleinement marin. Mais le drifting continue et le rifting affecte l'Atlantique Nord au Crétacé. Ainsi un bras du rift s'infiltre pendant le Tithonien (150 millions d'années) le long de la pente continentale actuelle vers le Bassin aquitain et lentement pousse la plaque ibérique, qui auparavant était attachée au Massif armoricain, au sud. Ainsi l'Atlantique avance pour la première fois directement vers le Bassin aquitain. L'ouverture de l'océan Atlantique Nord (en) est contemporain de l'ouverture du golfe de Gascogne par un pivotement anti-horaire de la plaque sur elle-même. En conséquence avec sa partie nord-est, la plaque entre en contact avec le sud de la France à partir de l'Albien. Enfin la collision s'achève pendant l'Éocène et l'Oligocène, la chaîne pyrénéenne est érigée sous transpression en structure de chou-fleur subissant en même temps une très forte érosion. L'orogenèse principale se termine à l'Aquitanien. Après suivent des mouvements isostatiques qui perdurent toujours, comme l'attestent des séismes assez récents.

### Mégaséquences
Enfin l'évolution géodynamique du Bassin aquitain peut être subdivisée en quatre mégaséquences (en simplifiant), le point de référence étant le début du rifting dans le golfe de Gascogne au Tithonien (Jurassique supérieur) :
- une mégaséquence prérift. Trias à Jurassique supérieur. Surtout sédiments détritiques avec carbonates, suivis par des puissants évaporites au Trias. Carbonates de plate-forme au Jurassique ;
- une mégaséquence synrift. Crétacé inférieur (Tithonien à Albien). Formation du golfe de Gascogne avec océanisation partielle. Sédiments détritiques et calcaires non marins et marins peu profonds au Néocomien, suivis par des puissants carbonates de plate-forme à l'Aptien et à l'Albien. La mégaséquence se termine au Cénomanien avec des mouvements tectoniques d'inversion (sur failles inverses) utilisant les anciennes failles distensives ;
- une mégaséquence postrift. Crétacé supérieur (Cénomanien à Paléocène). Les mouvements senestres d'Ibéria envers la France créent plusieurs bassins d'origine transtensive (“pull-aparts”). Ils sont remplis par des turbidites au sud ;
- une mégaséquence avant-pays. Cénozoïque (Paléocène à l'actuel). La collision d'Ibéria avec la France termine la tectonique distensive. Le jeune orogène des Pyrénées remplit son avant-pays avec du flysch à l'Éocène et avec des molasses au Miocène.

## Ressources

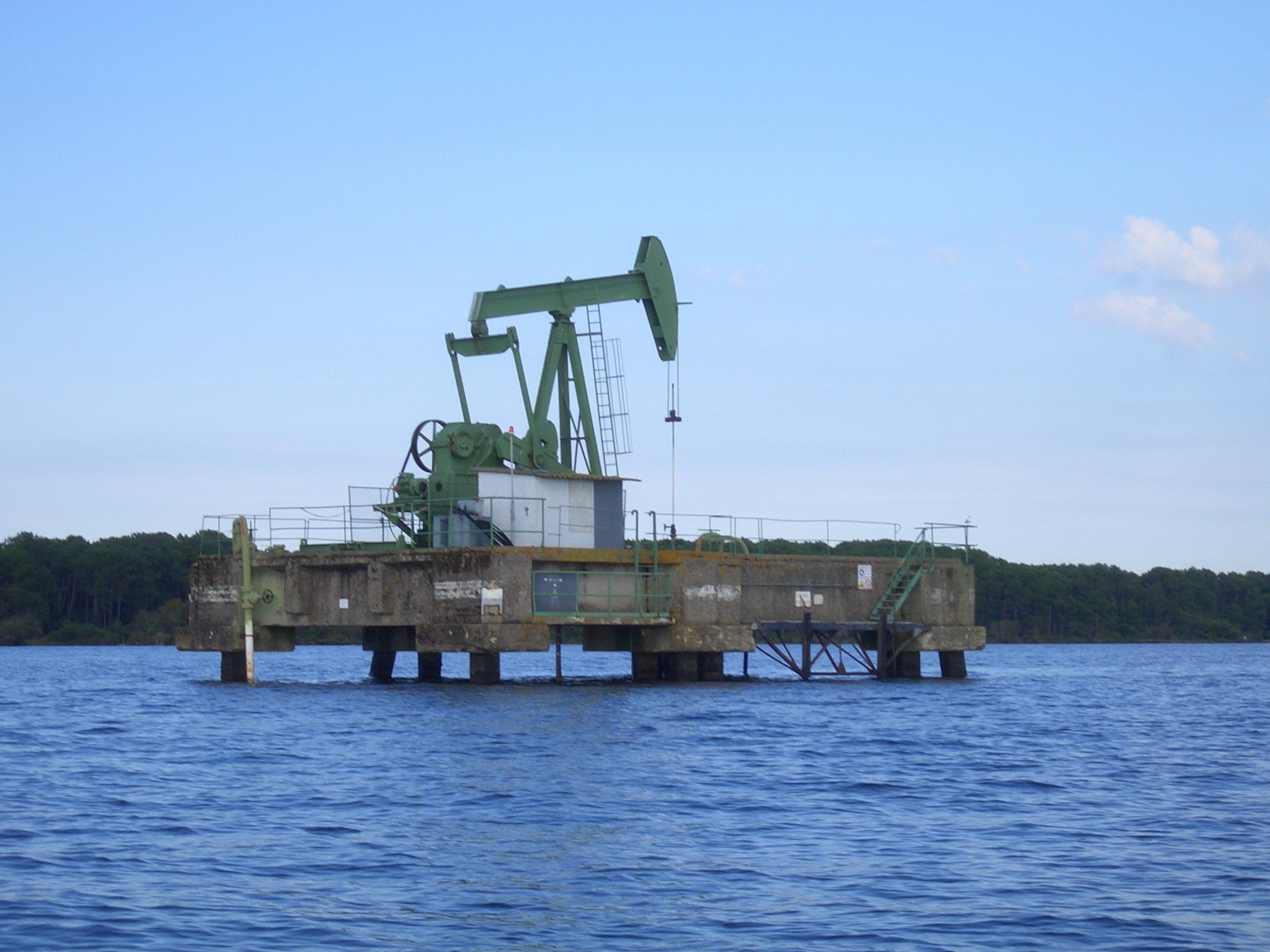
Station de pompage sur l'étang de Biscarosse près de Parentis-en-Born.

### Hydrocarbures
Pour l'économie française les ressources les plus importantes du Bassin aquitain sont sans doute les hydrocarbures (le pétrole et le gaz naturel). Leurs gisements se trouvent dans les bassins du Crétacé inférieur (province méridionale) :
- Bassin de Parentis. Pétrole. Gisements à Parentis-en-Born, Cazaux et Lavergne. Le bassin de Parentis contient la majorité des ressources en pétrole de la France métropolitaine ;
- Bassin de l'Adour. Gaz naturel. Gisements à Lacq, Meillon et Saint-Marcet. Avec 220 milliards de mètres cubes le bassin de l'Adour recèle la quasi-totalité des ressources en gaz naturel de la France.

Les roches-mères pour les hydrocarbures sont surtout les calcaires et les dolomies du Kimméridgien; ensuite les hydrocarbures montèrent dans le Crétacé inférieur et s'accumulèrent sous les argiles étanches de l'Aptien.

### Aquifères
Les nappes phréatiques classiques sont situées dans le Crétacé supérieur et dans le Cénozoïque du Bordelais. La découverte d'un aquifère gigantesque dans les sables éocènes près de Lussagnet est de très grande importance pour la région Pau-Toulouse.

### Autres ressources géologiques
- les argiles. Matière première pour tuileries et briqueteries (production de tuiles, briques etc.). Les gisements sont renfermés dans le Toarcien, dans l'Éocène (Lutétien), dans l'Oligocène et dans le Miocène (Aquitanien, Burdigalien, Langhien et Tortonien).
- le kaolin. Matière première pour la manufacture de la porcelaine. Gisements résiduels éocènes de type lenticulaire, souvent associés avec le karst du Crétacé supérieur (par exemple près de Les Eyzies).
- la tourbe. Niveaux tourbifères Pléistocène et Holocène au Médoc (estuaire de la Gironde).
- le lignite. Occurrences dans le Cénomanien du Sarladais. Gisements du Miocène supérieur/Pliocène des Landes (par exemple à Arjuzanx).
- la bauxite. Trouvé dans les poches karstiques du Jurassique entre Pech et Lavelanet. N'est actuellement plus rentable.
- le fer. Gisements dans le Sidérolithique éocène en Périgord et en Quercy. N'est actuellement plus rentable.
- les métaux. Principalement des minéralisations en plomb et en zinc, gisements dans le Sinémurien basal en Charente et près de Figeac. Ne sont actuellement plus rentables.

## Réseau hydrographique
Le réseau hydrographique comprend les bassins versants de quatre fleuves : l'Adour, la Garonne, la Dordogne et la Charente.
L'agence de l'eau Adour-Garonne est gestionnaire de ce réseau.

## Résumé
L'évolution géologique et la structuration du Bassin aquitain sont déterminées par deux facteurs majeurs :
- le socle hercynien ;
- l'orogenèse pyrénéenne.

Les zones tectono-métamorphiques du socle avec leur grain structural orienté NO-SE ont profondément influencé l'évolution sédimentaire et les structures tectoniques du bassin. Cette direction hercynienne est aussi empruntée par la pente continentale (au large du nord-ouest de la France), formée pendant l'ouverture du golfe de Gascogne au Crétacé inférieur. La prolongation de la pente continentale se trouve dans le très profond bassin sous-pyrénéen. Les rides anticlinales de la couverture sédimentaire suivent aussi généralement la direction hercynienne. Comme le cisaillement Sud-Armoricain ils affichent en plus une composante de cisaillement dextre. Donc leur genèse était non seulement compressive mais plutôt transpressive. Le bassin de Parentis est aussi délimité par des cisaillements dextres en direction hercynienne. Cependant au moment de sa genèse la croûte était sous distension, ce qui explique sa structuration transtensive ouest-est en pull-apart. Le bassin de Parentis représente l'essai avorté de l'Atlantique d'avancer un rift sur le continent. Probablement le rift était bloqué par le mouvement anti-horaire du microcontinent Ibéria. 
À partir du Cénomanien le Bassin aquitain venait sous l'influence de l'orogène pyrénéen avec sa structuration ONO-ESE. L'origine des Pyrénées est non seulement compressive mais montre elle aussi une composante cisaillante – cette fois senestre. Pendant tout le Cénozoïque la structuration des Pyrénées exerçait une influence profonde et pénétrante sur le Bassin aquitain – les effets tectoniques sont visibles même à la bordure nord-est tout près du Massif central.